# Calliteara nagoyana
Calliteara nagoyana är en fjärilsart som beskrevs av Matsumura 1933. Calliteara nagoyana ingår i släktet harfotsspinnare, och familjen tofsspinnare. Inga underarter finns listade i Catalogue of Life.